# Tuły
Tuły (dodatkowa nazwa w j. niem. Thule) – wieś w Polsce, położona w województwie opolskim, w powiecie kluczborskim, w gminie Lasowice Wielkie, przy linii kolejowej Opole – Kluczbork (czasowo zawieszonej, obecnie znowu czynnej), nad rzeką Budkowiczanką, na nizinnych terenach Równiny Opolskiej (stanowiącej część obszaru Niziny Śląskiej) i skraju ważnej, zwartej strefy leśnej Śląska Opolskiego – Stobrawskiego Parku Krajobrazowego. 
W latach 1743–1975 miejscowość należała administracyjnie do powiatu oleskiego.

## Nazwa
W księdze łacińskiej Liber fundationis episcopatus Vratislaviensis (pol. Księga uposażeń biskupstwa wrocławskiego) spisanej za czasów biskupa Henryka z Wierzbna w latach 1295–1305 miejscowość wymieniona jest w zlatynizowanej formie Dlugetuli we fragmencie Dlugetuli decima more polonico.
Następnie miejscowość nosiła nazwę Dlugie Tule, a później nadano jej niemiecką nazwę Thule; ta wersja nazwy może wiązać się z mityczną wyspą Thule, znajdującą się gdzieś na dalekich wodach północnego Atlantyku, która zdaniem Wergiliusza stanowiła wyznacznik krańców ziemi. Usytuowanie miejscowości, na uboczu i w otulinie lasu, może być wytłumaczeniem jej niemieckojęzycznej nazwy.
Słownik geograficzny Królestwa Polskiego wydany w latach 1880–1902 notuje nazwę wsi pod polską nazwą Tuły oraz niemiecką Thule.
15 marca 1947 r. nadano miejscowości polską nazwę Tuły.

## Demografia
W 1925 r. w miejscowości mieszkało 567 osób, a w 1933 r. 489 osób.

## Historia
Miejscowość wzmiankowana w XIII wieku. Od XVI w. jako miejscowość rycerska była we władaniu rodu von Dambrowka-Jaschensky, który władał niedalekim Jasieniem i Lasowicami Wielkimi. W 1720 r. dobra tułowskie zakupił Samuel von Blacha z Rybnej (obecnie część Tarnowskich Gór). We władaniu tego rodu miejscowość pozostawała przez ponad 130 lat. Po śmierci ostatniego męskiego potomka rodu, żeńskie spadkobierczynie dóbr sprzedały je baronowi von Fürstenberg. Ostatni przedstawiciele rodu von Fürstenberg opuścili Tuły w styczniu 1945 roku. W podziemiach tułowskiego kościoła znajdują się grobowce przedstawicieli rodu von Blacha – fundatorów kościoła, zaś na przykościelnym cmentarzu znajduje się kaplica grobowa von Fürstenbergów.
Do głosowania podczas plebiscytu uprawnionych było w Tułach 157 osób, z czego 125, ok. 79,6%, stanowili mieszkańcy (w tym 124, ok. 79,0% całości, mieszkańcy urodzeni w miejscowości). Oddano 157 głosów (100% uprawnionych), w tym 157 (100%) ważnych; za Niemcami głosowały 132 osoby (ok. 84,1%), a za Polską 25 osób (ok. 15,9%).
1 kwietnia 1939 r. Tuły włączono do gminy Laskowic.

## Zabytki
Do wojewódzkiego rejestru zabytków wpisane są:
- zespół kościoła par. pw. MB Bolesnej, z 1853 w.:
  - kościół pw. MB Bolesnej, neogotycki z l. 1854–1857 według projektu Alexisa Langera, z zachowanym wyposażeniem i, częściowo, polichromią
  - kaplica grobowa
  - kostnica
  - mur arkadowy z bramą wjazdową
- zespół pałacowy, z XVIII-XIX w.:
  - Pałac w Tułach, popadający w ruinę
  - spichrz
  - park